# Italiens Grand Prix 1968
Italiens Grand Prix 1968 var det nionde av tolv lopp ingående i formel 1-VM 1968. 

## Resultat
1. Denny Hulme, McLaren-Ford, 9 poäng
2. Johnny Servoz-Gavin, Tyrrell (Matra-Ford), 6
3. Jacky Ickx, Ferrari, 4
4. Piers Courage, Reg Parnell (BRM), 3
5. Jean-Pierre Beltoise, Matra, 2
6. Joakim Bonnier, Jo Bonnier (McLaren-BRM), 1

### Förare som bröt loppet
- Jo Siffert, R R C Walker (Lotus-Ford) (varv 58, upphängning)
- Jack Brabham, Brabham-Repco (56, oljetryck)
- Jackie Stewart, Tyrrell (Matra-Ford) (42, motor)
- David Hobbs, Honda (42, motor)
- Jackie Oliver, Lotus-Ford (38, transmission)
- Bruce McLaren, McLaren-Ford (34, oljeläcka)
- Jochen Rindt, Brabham-Repco (33, motor)
- Pedro Rodríguez, BRM (22, motor)
- Dan Gurney, Eagle-Weslake (19, motor)
- Graham Hill, Lotus-Ford (10, hjul)
- John Surtees, Honda (8, olycka)
- Chris Amon, Ferrari (8, olycka)
- Derek Bell, Ferrari (4, bränslesystem)
- Vic Elford, Cooper-BRM (2, olycka)

### Förare som uteslöts
- Mario Andretti, Lotus-Ford (Deltog i kvalificeringen men körde istället ett lopp i Indianapolis i USA och återkom inte eftersom han i så fall skulle diskvalificerats på grund av det är otillåtet att delta i två lopp inom 24 timmar)
- Bobby Unser, BRM (Som Andretti)

### Förare som ej kvalificerade sig
- Frank Gardner, Bernard White Racing (BRM)
- Silvio Moser, Charles Vögele Racing (Brabham-Repco)